# Kim Hyeon-woo
Kim Hyeon-woo (en coreano: 김 현우; Gangwon, 6 de noviembre de 1988) es un luchador surcoreano de lucha grecorromana. Ganador una medalla de oro en Juegos Olímpicos de Londres 2012 en la categoría de 66 kg. Compitió en cuatro Campeonatos Mundiales. Consiguió dos medallas, una de oro en 2013 y una de bronce en 2011. Ganó la medalla de oro en los Juegos Asiáticos de 2014 y séptimo en 2010. Campeón Asiático de 2010, 2013, 2014 y 2015. Tres veces representó a su país en la Copa del Mundo, en el 2011  clasificándose en la segunda posición, en 2012 en la tercera y en 2014 consiguiendo un sexto puesto. Segundo en Campeonato Mundial de Juniores del año 2006.